# 번사

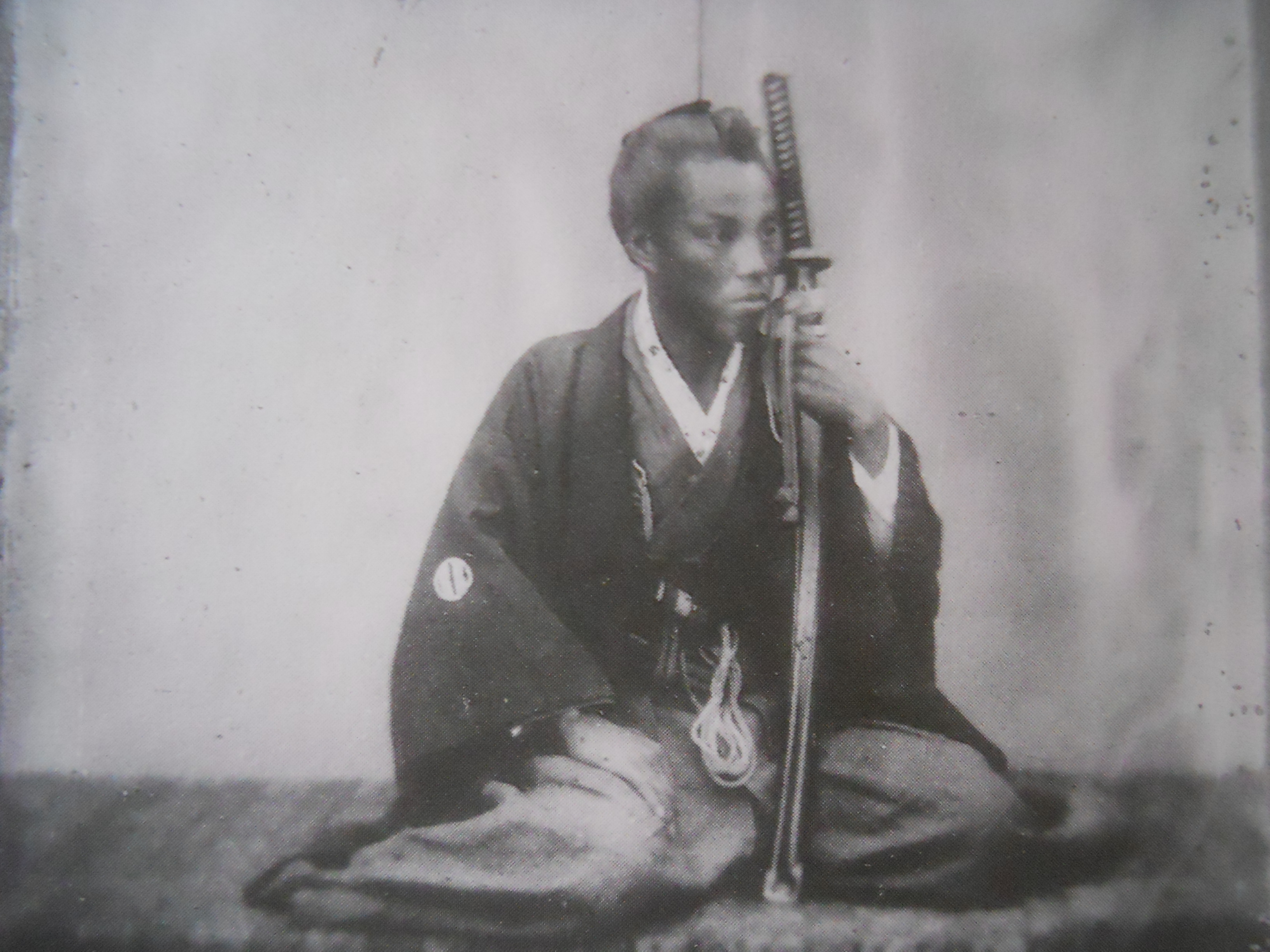
오시 번사 요시다 요도쿠, 1868년 시모오카 렌죠 촬영

번사(일본어: 藩士 한시[*])는 에도 시대 각 번에 소속된 사무라이와 그 구성원을 가리키는 역사적 용어이다. 에도 시대에는 ‘번’이라는 말 자체뿐만 아니라 ‘번사’도 호칭으로 사용되지 않았다. 예를 들어, 사쓰마의 무사들은 스스로를 ‘사쓰마 번사 모’라고 자칭하는 것이 아니라 ‘시마즈 가의 가신 모’라고 자칭했다.

## 저명한 번사

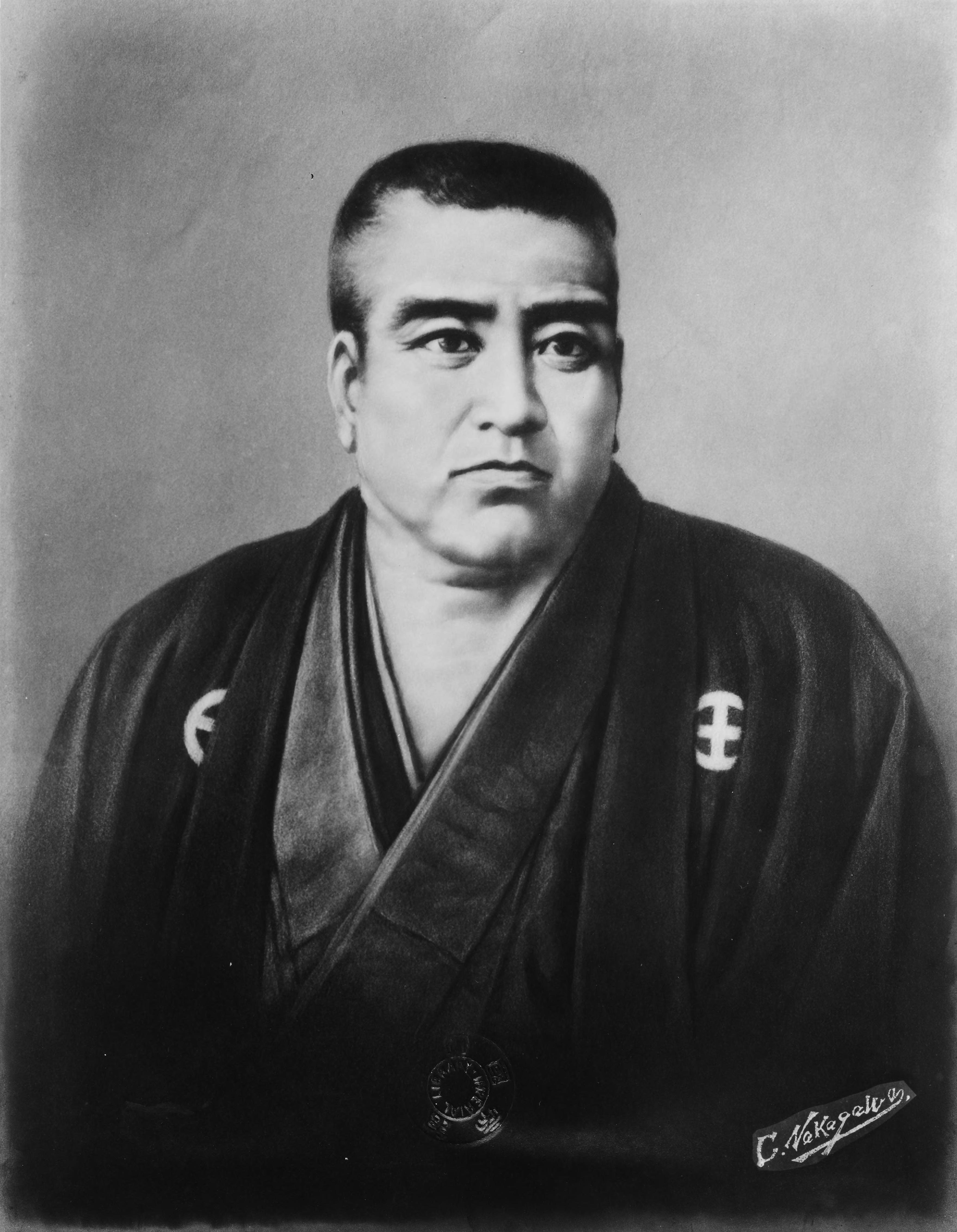
사쓰마 번의 번사 사이고 다카모리

### 사쓰마 번
- 오쿠보 도시미치
- 가이에다 노부요시
- 사이고 다카모리
- 구로다 기요타카
- 마쓰카타 마사요시
- 오야마 이와오
- 사이고 주도
- 즈쇼 히로사토
- 고마쓰 기요카도
- 고다이 도모아쓰

### 조슈 번

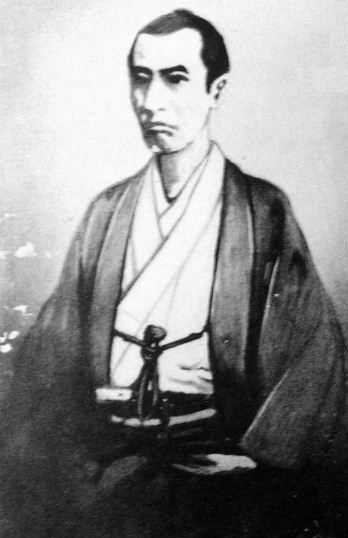
이토우의 스승 요시다 쇼인

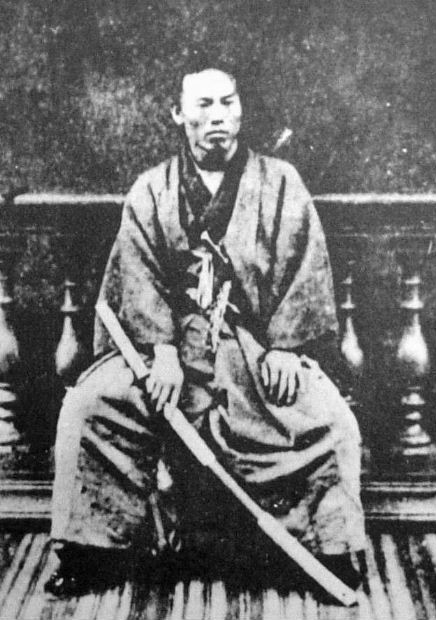
청년 지사 시절의 이토 히로부미

- 이노우에 가오루
- 다카스기 신사쿠
- 요시다 쇼인
- 기도 다카요시
- 이토 히로부미
- 야마가타 아리토모
- 야마다 아키요시
- 기지마 마타베
- 후쿠바라 모토타케
- 스우 마사노스케
- 구사카 겐즈이
- 구니시 지카스케

### 도사 번
- 이타가키 다이스케
- 고토 쇼지로
- 모치즈키 가메야타
- 요시다 도요
- 다나카 미쓰아키
- 다니 다테키간조
- 히지카타 히사모토

### 사가 번

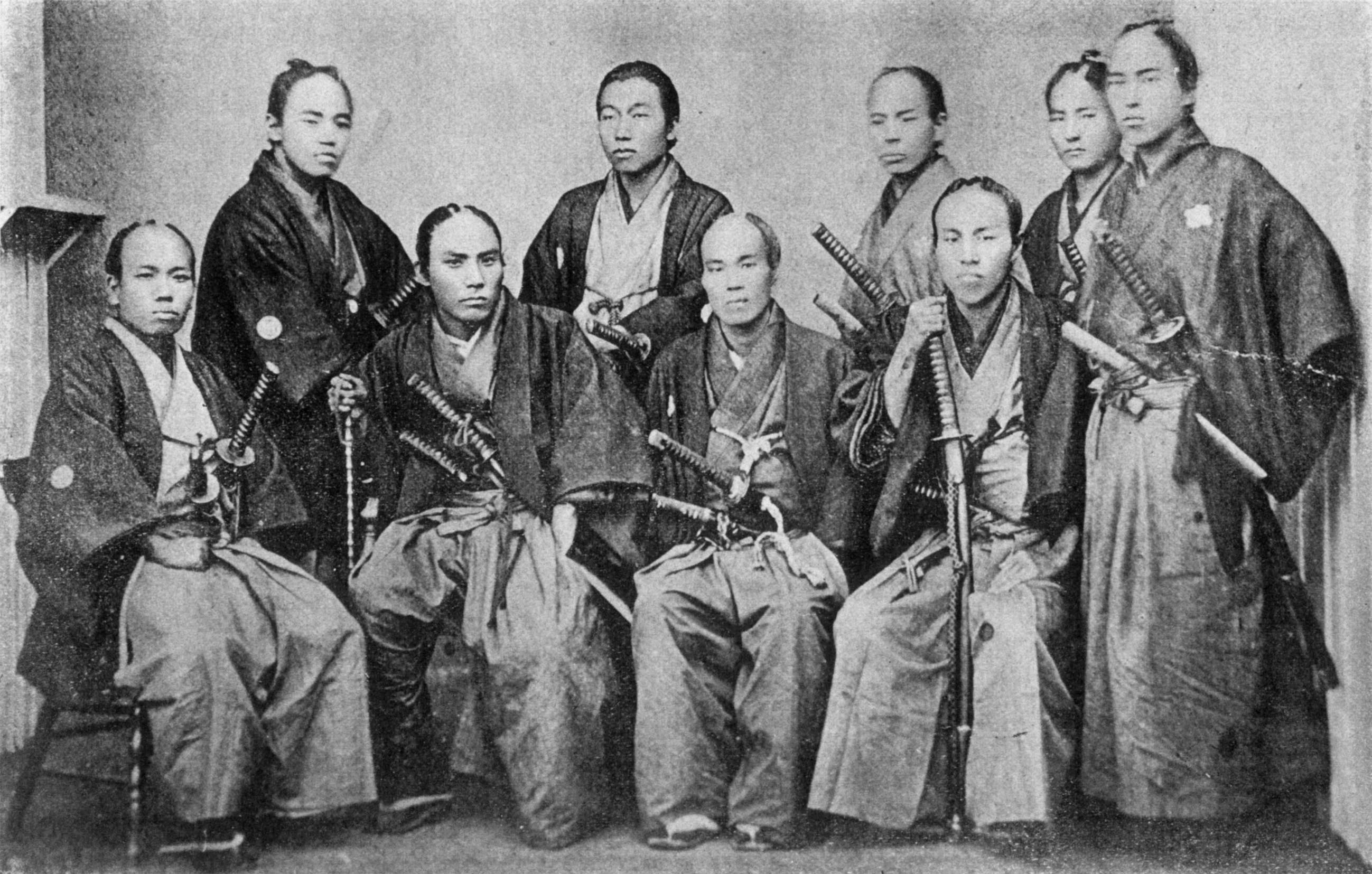
나가사키에서 공부 중인 사가번의 번사 오쿠마 시게노부(앞 오른쪽에서 두번째)

- 오쿠마 시게노부
- 에토 신페이
- 사노 쓰네타미
- 소에지마 다네오미
- 시마 요시타케
- 오키 다카토

### 구마모토 번
- 요코이 쇼난
- 가와카미 겐사이
- 오타구로 도모오
- 미야베 데이조
- 가야 하루카타

### 후쿠이 번
- 하시모토 사나이
- 유리 기미마사

### 아이즈 번
- 사이고 다노모
- 야마모토 가쿠마
- 사가와 간베

### 히코네 번
- 나가노 슈젠

### 오무라 번
- 와타나베 기요시
- 와타나베 노보루

### 기슈 번
- 무쓰 무네미쓰
- 쓰다 이즈루

### 이와테 번
- 요나이 미쓰마사